# منتخب إيطاليا لكرة السلة للسيدات
منتخب إيطاليا الوطني لكرة السلة للسيدات هو المنتخب الذي يمثل إيطاليا في منافسات كرة السلة الدولية للنساء، والذي يقوم إتحاد إيطاليا لكرة السلة بإدارة شؤونه، أبرز إنجازاته هو فوزه ببطولة أوروبا لكرة السلة للنساء في سنة 1938.

## وصلات خارجية
- الموقع الرسمي